# Utricularia minutissima
Utricularia minutissima är en tätörtsväxtart som beskrevs av Vahl. Utricularia minutissima ingår i släktet bläddror, och familjen tätörtsväxter. Inga underarter finns listade i Catalogue of Life.

## Bildgalleri

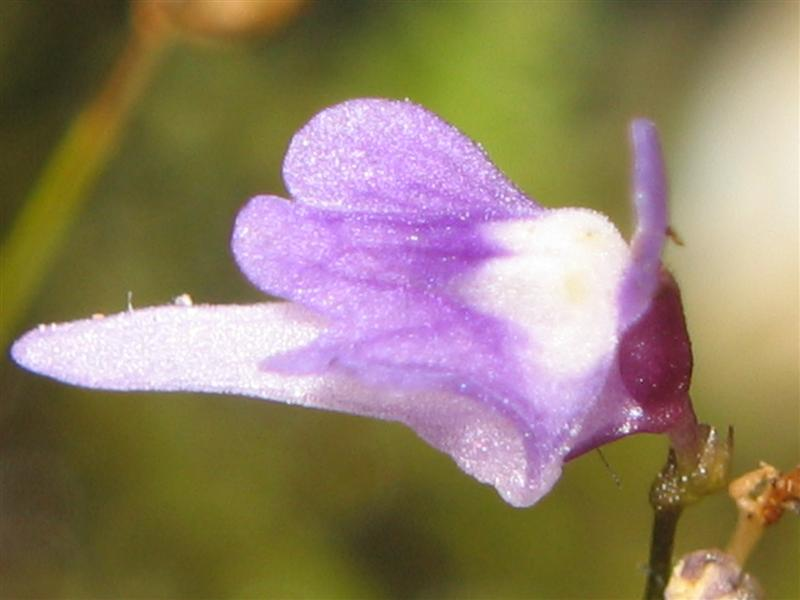
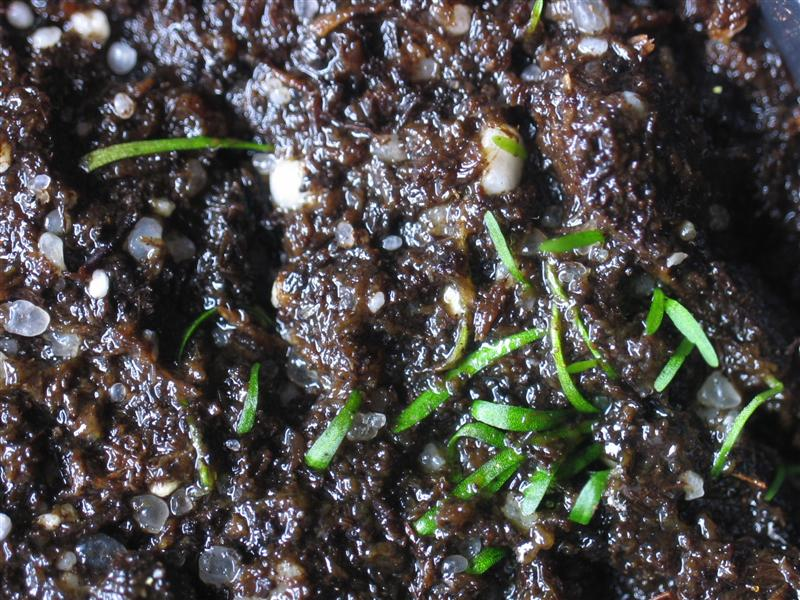
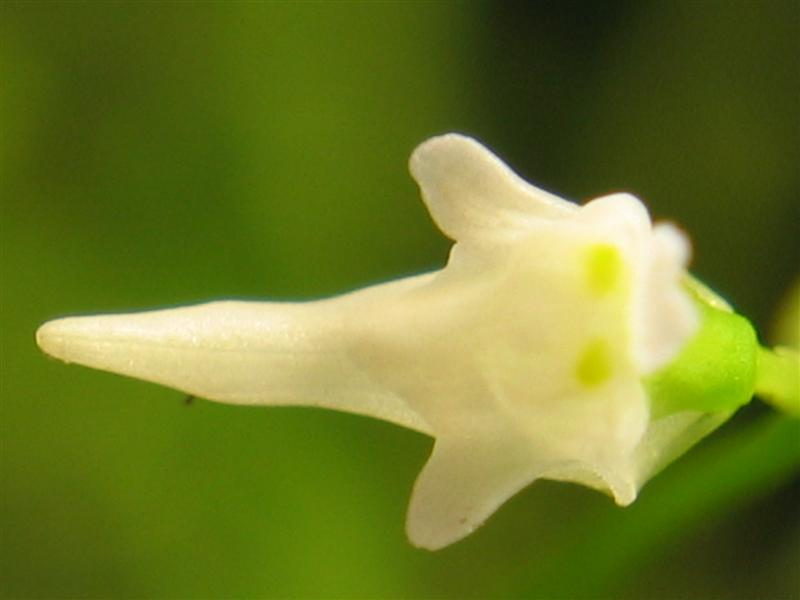
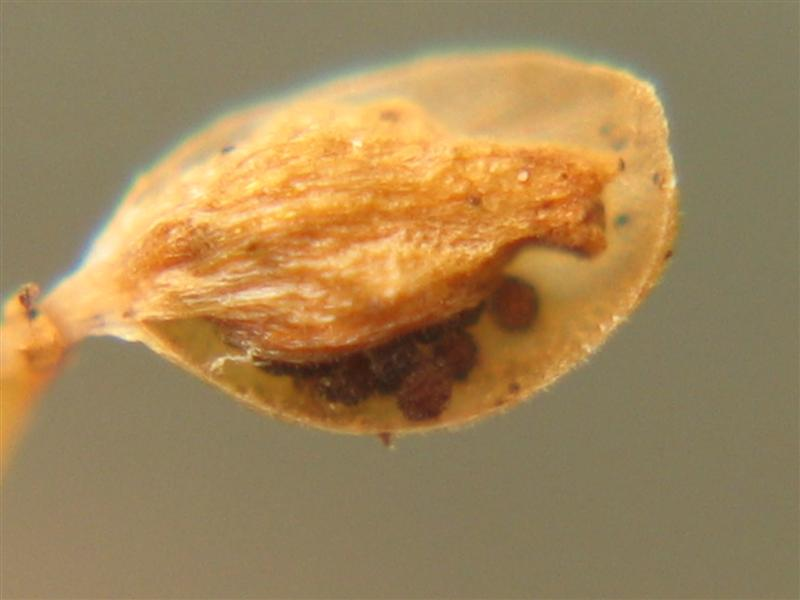
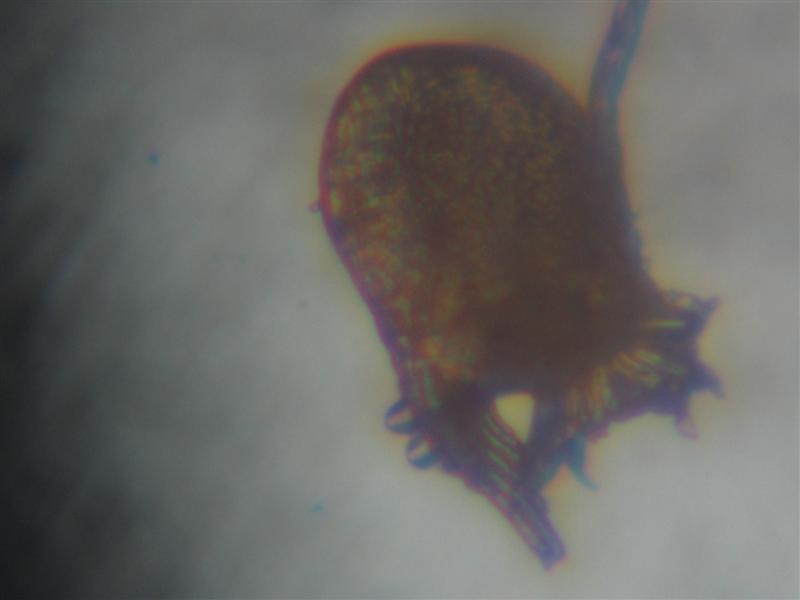